# Стадион Чанглимитанг
Стадион Чанглимитанг је вишенаменски стадион у главном граду Бутана Тимбуу који служи као национални стадион. Тренутно се користи углавном за фудбалске утакмице и стрељаштво. То је једини стадион у Бутану на коме се могу играти међународне утакмице. Стадион прима 25.000 гледалаца.

## Историја
Стадион је изграђен 1974. године за прославу крунисања четвртог краља Бутана Џигме Синге Вангчука. Он је могао да прими 10.000 гледалаца. Након реновирања 2007. године може да прими 25.000 гледалаца. Стадион је реновиран због стогодишњице владавине династије Вангчук и због крунисања петог краља Бутана Џигме Хесара Намгјела Вангчука одржаног 6. новембра 2008. године.
На овом стадиону је 2002. године Фудбалска репрезентација Бутана играла против Монсерата меч као две најслабије рангиране екипе на свету, на исти дан када се на светском првенству играло финале Бразил - Немачка. Бутан је победио са 4:0, а утакмицу је судио енглески судија Стив Бенет. Документарни филм о овој утакмици под називом Друго финале урадио је холандски ражисер Јохан Крамер.
Бутан је прву утакмицу у квалификација за светско првенство одиграо на овом стадиону 17. марта 2015. године и победио Шри Ланку са 3:1.

## Утакмице репрезентације
Фудбалска репрезентација Бутана је на овом стадиону одиграла четири утакмице.
| #  | Датум           | Такмичење                   | Противник | Резултат | Гледалаца |
| -- | --------------- | --------------------------- | --------- | -------- | --------- |
| 1. | 30. јун 2002.   | Пријатељска                 | Монсерат  | 4:0      | 15.000    |
| 2. | 23. април 2003. | Квал. за Азијски куп 2004.  | Гвам      | 6:0      | ?         |
| 3. | 27. април 2003. | Квал. за Азијски куп 2004.  | Монголија | 0:0      | ?         |
| 4. | 17. март 2015.  | Квал. за Светско прв. 2018. | Шри Ланка | 2:1      | ?         |